# Mexico International 2023
Die Mexico International 2023 im Badminton fanden vom 21. bis zum 26. November 2023 in Mexiko-Stadt statt.

## Sieger und Platzierte
| Disziplin    | Gold                                             | Silber                                                | Bronze                                             |
| ------------ | ------------------------------------------------ | ----------------------------------------------------- | -------------------------------------------------- |
| Herreneinzel | Kevin Cordón                                     | Aria Dinata                                           | Brian Holtschke                                    |
| Herreneinzel | Kevin Cordón                                     | Aria Dinata                                           | Mark Shelley Alcala                                |
| Dameneinzel  | Talia Ng                                         | Ishika Jaiswal                                        | Vanessa Maricela Garcia Contreras                  |
| Dameneinzel  | Talia Ng                                         | Ishika Jaiswal                                        | Nicole Krawczyk                                    |
| Herrendoppel | Zicheng Xu Tian Qi Zhang                         | Job Castillo Luis Montoya                             | Aria Dinata Filip Špoljarec                        |
| Herrendoppel | Zicheng Xu Tian Qi Zhang                         | Job Castillo Luis Montoya                             | Hooman Bagheri Derek Yu                            |
| Damendoppel  | Vanessa Maricela Garcia Contreras Cecilia Madera | Joceline Monserrat Lopez Rodriguez Mayté Macias Marin | Suneri Chinthalapati Anvita Jamsandekar            |
| Damendoppel  | Vanessa Maricela Garcia Contreras Cecilia Madera | Joceline Monserrat Lopez Rodriguez Mayté Macias Marin | Romina Fregoso Miriam Jacqueline Rodriguez Perez   |
| Mixed        | Luis Montoya Miriam Jacqueline Rodriguez Perez   | Irving Perez Cecilia Madera                           | Arturo Armendariz Hernandez Naomi Marmolejo Garcia |
| Mixed        | Luis Montoya Miriam Jacqueline Rodriguez Perez   | Irving Perez Cecilia Madera                           | Zicheng Xu Nicole Krawczyk                         |